# 卡利帕特里亚 (加利福尼亚州)
卡利帕特里亚（英語：Calipatria），是美国加利福尼亚州因皮里尔县下属的一座城市。建市于1919年2月28日，面积大约为3.72平方英里（9.6平方公里）。根据2010年美国人口普查，该市有人口7,705人。